# Donald Mackenzie Wallace
Donald Mackenzie Wallace (11 de novembro de 1841 — Lymington, Hampshire, 10 de janeiro de 1919) foi um editor britânico e famoso correspondente estrangeiro do The Times de Londres, em São Petersburgo, Berlim, Constantinopla e no Egito, entre outros. Ele contribuiu brevemente como editor-chefe na 10ª edição da Encyclopædia Britannica.

## Obras
- Russia (2 volumes), 1877
- Egypt and the Egyptian Question, 1883
- The Web of Empire, 1902